# علی کریمی جهرمی
علی کریمی جهرمی (زادهٔ ۱۳۲۰ جهرم) استاد حوزه علمیه قم، از مراجع تقلید شیعه و داماد لطف‌الله صافی گلپایگانی است.

## تحصیلات
کریمی جهرمی در ده سالگی تحصیلات مقدماتی را در جهرم آغاز کرد و از همان ابتدای طلبگی از سید محمدابراهیم حق‌شناس جهرمی بهره‌های اخلاقی برد، سپس با اقامت در شیراز، از سید محمدباقر آیت‌اللهی، شیخ حسین دارابی و سید نورالدین حسینی‌الهاشمی شیرازی (در درس تفسیر) بهره برد. دو سال بعد برای ادامه تحصیلات وارد قم شد و از دروس عالی و خارج سید روح‌الله خمینی، سید محمدرضا گلپایگانی، سید محمدکاظم شریعتمداری، میرزا هاشم آملی، سید محمد محقق داماد، محمدعلی اراکی و مرتضی حائری یزدی بهره برد.

## اجازات اجتهاد
او از استادان خود سید محمدرضا گلپایگانی و مرعشی نجفی و محمدعلی اراکی اجازه روایی یا اجتهاد دارد.

## تدریس و فعالیت‌ها
وی به مدت ۲۶ سال از محمدرضا گلپایگانی بهره برد و تقریرات دروس خارج وی را به نگارش درآورد. حدود ۲۰ سال مکاسب و کفایه را درس گفته و پس از تعطیل شدن درس استادش سید محمدرضا گلپایگانی، از سال ۱۳۷۰ خورشیدی درس خارج فقه را در مدرسه آیت‌الله گلپایگانی آغاز کرده که تا اکنون نیز ادامه دارد.
وی علاوه بر تدریس خارج فقه حوزه، حدیث و اخلاق (در مسجد رضوی) و به تحقیق و تألیف اشتغال دارد.
اولین سفر تبلیغی وی در سن ۱۴ سالگی به بوشهر بوده است و اولین بار در ۱۳۴۰ در سن ۲۰ سالگی به دلیل سخنرانی مبارزاتی دستگیر شد. ۴ قبل از انقلاب به‌علت فعالیت ضد حکومت شاه چندین بار در شهرهای استان خوزستان، بوشهر، جهرم، قم و تهران دستگیر و ممنوع‌المنبر شد. وی پیش از این در مسجد رضوی (خیابان ۱۹ دی) و مسجد نو اقامه نماز جماعت داشته است.
در سال ۱۳۷۷ به عنوان پژوهشگر و خادم برتر قرآنی کشور شناخته شد و در سال ۱۳۹۷ نهمین دوره جایزه اخلاق و نیایش را کسب نمود.
در سال ۱۳۹۵ کتاب‌های وی در موضوع علی بن موسی الرضا و فاطمه معصومه به عنوان برگزیده نهمین جشنواره بین‌المللی کتاب سال رضوی انتخاب و مورد تجلیل قرار گرفت.

## فعالیت‌های فرهنگی و تبلیغی
اولین سفر تبلیغی وی در سن ۱۴ سالگی به بوشهر بوده است و پس از آن شهرهای اراک، آران، اردبیل، اصفهان، اهواز، ایلام، بندر انزلی و خمیران، بندر دیلم، بندر ریگ، بندر لنگه، بندر گناوه، بندر دیّر، بهبهان، بوشهر، تبریز، تویسرکان، تهران، جهرم، رامشیر، زاهدان، ساوه، شیراز، قم، کنگاور، گچساران (دو گنبدان)، گلپایگان، ماه‌شهر، مسجد سلیمان، مشهد، ملایر، هرسین، هفت‌تپه، جبهه‌های جنگ با عراق در جنوب و غرب ایران، قطر، بحرین، انگلیس، بلژیک، هلند و… از مقصدهای تبلیغی در داخل و خارج کشور بوده است.
کریمی جهرمی به دلیل تبلیغ و دفاع از ارزش‌های اسلامی بارها توسط ساواک، در شهرهای استان خوزستان، بندر دیلم، بوشهر، قم، تهران و جهرم، بازداشت و ممنوع‌المنبر شد و مدتی از دوران حبس را در زندان اوین تهران گذراند.
وی اولین بار در ۱۳۴۰ در سن ۲۰ سالگی به دلیل سخنرانی روشنگرانه‌اش در دفاع از اسلام دستگیر شد.
در سال‌های جنگ ایران و عراق با حضور مستمر خود در جبهه‌ها و در کنار رزمندگان ایرانی بود.
در کنفرانس‌ها و سمینارهای علمی مهمی در داخل و خارج کشور نیز به ایراد سخن پرداخته است که از آن جمله کنگره شیخ اعظم انصاری و کنگره شیخ مفید را می‌توان ذکر کرد.

## مواضع
کریمی جهرمی در دیدار با مسعود پزشکیان ضمن انتقاد از وضع معیشت مردم
از او خواست «با ارتباط دوستانه با کشورهای مختلف راه چاره ای برای برون رفت از این وضعیت پیدا کند.»
کریمی جهرمی همچنین در دیدار برخی از سخنرانان تهران ضمن انتقاد به برخی خطبا گفت: «ما حق نداریم در انظار مردم با نسبت‌های تند افراد را تحقیر کنیم و مورد ظلم قرار دهیم.»
وی همچنین در دیدار با دادستان دادگاه ویژه روحانیت گفت: «دادگاه ویژه را نباید سیاسی کرد که چون فلان فرد سخنران بوده کسی به باو کاری نداشته باشد.»
کریمی جهرمی در دیدار با سید حسن افتخارزاده ضمن تجلیل از خدمات وی گفته بود: «عده ای از روحانیون و خطبا در فاصله گرفتن جامعه از مسیر اهل بیت تقصیر دارند.»
کریمی جهرمی در دیدار با مدیر مؤسسه تنظیم و نشر آثار سید روح‌الله خمینی نیز با انتقاد از اوضاع اقتصادی گفته بود: «اگر می‌خواهیم فکر و اندیشه ایشان زنده بماند باید قشر ضعیف و مستضعف جامعه را دستگیری کنیم. نگذاریم عده‌ای زیر بار فقر و گرانی از بین بروند.»

## آثار دینی
الف) فقه
1. رساله توضیح المسائل
2. شرح عروه الوثقی در ۴۰ جلد (در دست چاپ)
3. محاضرات فی القضاء دروس و مباحث[۱۴]
4. محاضرات فی الشهادات دروس و مباحث[۱۵]
5. الدر المنضود فی احکام الحدود ۳ جلد (تقریرات دروس سید محمدرضا گلپایگانی)[نیازمند منبع]
6. نتائج الافکار فی نجاسة الکفار (تقریرات دروس سید محمدرضا گلپایگانی)[۱۶]
7. صلاة الجمعة فی غیبة الحجة
8. دیدگاه شیخ مفید در مسئله حبوه
9. مع محقق الاردبیلی فی مسائل من الفقه
10. حول مسائل هامة من قضاء النراقی
11. احکام القرآن
12. احکام کاربردی در فقه امامیه
13. مناسک حج
14. احکام روزه

ب) تفسیر و معارف قرآن کریم
1. رازهای آسمانی تفسیر سوره حدید
2. نظام اخلاقی اسلام تفسیر سوره حجرات
3. تجلی انسان در، قرآن تفسیر سوره انسان
4. نمونه‌هایی از تأثیر و نفوذ قرآن
5. شناخت قرآن از رهگذر قرآن
6. سیمای عباد الرحمان در قرآن
7. چهره‌های محبوب در قرآن
8. قرآن و هدایت اندیشه‌ها
9. دختر و پسر نمونه در قرآن
10. مبارزه طاغوتیان با قرآن
11. جاذبه قرآن
12. سیمای قرآن در نهج البلاغه
13. نشانه‌های او در قرآن
14. یکصد و یک پیام از قرآن
15. اولیاءالله در قرآن و روایات
16. دولت قرآن (درآمدی بر پیامهای اخلاقی قرآن)
17. تفسیر آیات مشکله قرآن کریم
18. تفسیر سوره صف
19. تفسیر سوره ابراهیم
20. خاطرات قرآنی
21. صراط مستقیم در قرآن

ج) شرح حدیث و دعا
1. سروش رحمت
2. جذبات نهج البلاغه
3. صبح سعادت (منشور اخلاق در مکتب امیرالمومنین، شرح نامه به حارث همدانی)
4. سیمای پرهیزکاران (شرح خطبه متقین)
5. هشداری از امیرمؤمنان به فرماندار بصره (شرح نامه به عثمان ابن حنیف)
6. به سوی مدینه فاضله شرح نامه حیات بخش علی به حسن
7. اشعه حیات از بستر شهادت
8. فریاد غربت (ترجمه خطبه فدکیه)
9. شرح غربت (شرح خطبه فدکیه)
10. در کشتی نجات (شرح صلوات شعبانیه)
11. تکرار حماسه علی در خطبه زینب
12. شرح خطبه حضرت زینب در شام
13. بحث‌هایی پیرامون زیارت ناحیه مقدسه
14. جرعه ای از چشمه سار غدیر
15. صحیفه آفتاب (سخنان گهربار امام مهدی)
16. حدیث آرزومندی (شرح دعای ندبه)
17. زمزمه عاشقان (شرح دعای افتتاح)
18. بهارجانها (دعاهایی منتخب و ماثور از بزرگان دین)

د) سیره اهل بیت
1. العترة و القرآن
2. سیری گذرا در سیره رسول‌الله
3. امیرالمؤمنین فی وصف الواصفین
4. سیمای علی در نهج البلاغه

۵۸- سیره و سخن فاطمه
1. در ستایش فاطمه
2. ریحانه محمد
3. سیمای حسین

۶۲-  در مکتب امام حسین
1. حسین رحمت واسعه خدا
2. امام حسین  آینه آیه‌های قرآن
3. عقلیه بنی هاشم زینب
4. مهر ولایت از آسمان ایران[۱۷]
5. بانوی ملکوت حضرت معصومه[۱۸]

ه) مهدویت
1. عنایات مهدی موعود به علما و مراجع تقلید[نیازمند منبع]
2. مهدی مقتدای مسیح
3. حقوق فراموش شده امام زمان
4. به یاد مهدی زهرا
5. بررسی مقایسه ای بین حضرت مهدی و امام حسین
6. موعود آخرالزمان در قرآن
7. شاخصه‌های مرجعیت و نواب امام زمان در عصر غیبت
8. صحیفه آفتاب (کلمات گوهربار حضرت ولی عصر)

و) تراجم و سیره علما
1. المقدس الاردبیلی اضواء علی حیاته و شخصیته
2. مقدس اردبیلی سرخیل قدسی فقاهت
3. مقتطفات بقیة السلف
4. صورة موجزة من حیاة الگلپایگانی
5. حیاة آیة الله آیت اللهی الجهرمی
6. آیت الله مؤسس (مرحوم حاج شیخ عبدالکریم حائری)
7. یادی از شیخ المراجع آیت الله حائری
8. خورشید آسمان فقاهت آیت الله گلپایگانی
9. مهاجر الی الله در خط جهاد و اجتهاد (آیت الله سید عبدالحسین لاری)
10. اسوه صالحان (آیت الله سید ابراهیم حق‌شناس جهرمی)
11. سلاله پاکان (آیت الله سید علی اکبر آیه اللهی جهرمی)
12. چهار گفتار پیرامون نام آوران بیدار

ز) اخلاق و معارف دین
1. چشمه سار تربیت علوی
2. آوای رحیل (نگرشی بر حالت احتضار)
3. آستان دوست (نگرشی بر آثار و آداب زیارت)
4. اسرار لیالی قدر
5. ارزشهای اصیل و انسانی
6. الصیام و شهر رمضان المبارک
7. آیین روزه داری
8. پیام رمضان
9. جهان اسلام و مسئله تحریف
10. سیمای رمضان در صحیفه سجادیه
11. خط سرخ شهادت
12. لقاء الله در معراج شهادت
13. اذان نغمه آسمانی
14. شهید ربذه ابوذر غفاری
15. مع معلم الاخلاق فی صفحات المکاسب
16. دیار دوست (نصایح و نامه‌هایی به زائران خانهٔ خدا)